# Allium rubrovittatum
Allium rubrovittatum är en amaryllisväxtart som beskrevs av Pierre Edmond Boissier och Theodor Heinrich von Heldreich. Allium rubrovittatum ingår i släktet lökar, och familjen amaryllisväxter. IUCN kategoriserar arten globalt som livskraftig. Inga underarter finns listade i Catalogue of Life.